# اسکات دیویس (بازیکن فوتبال زاده ۱۹۸۷)
اسکات دیویس (انگلیسی: Scott Davies؛ زادهٔ ۲۳ فوریهٔ ۱۹۸۷) بازیکن فوتبال اهل بریتانیا است.
از باشگاه‌هایی که در آن بازی کرده‌است می‌توان به باشگاه فوتبال فلیتوود، باشگاه فوتبال مورکم، باشگاه فوتبال آکرینگتون استنلی، و باشگاه فوتبال ترانمره راورز اشاره کرد.